# Marika Johansson
Marika Johansson (senare Rissle), född 27 januari 1970 i Önnestad, är en svensk före detta friidrottare (sprinter). Hon tävlade för klubbarna Christianstads FK,  IF Göta och Spårvägens FK. Hon utsågs år 1996 till Stor Grabb/tjej nummer 423. Hon deltog på 200 meter vid Inne-VM i Toronto år 1993 med semifinalplats som resultat. Hon var även med vid EM och Inne-EM år 1994.

## Personliga rekord
- 100 meter: 11,88 (Göteborg 29 juli 1994)
- 200 meter: 23,39 (Borlänge 25 juli 1993)
- 400 meter: 53,54 (Stockholm 27 augusti 1994)